# 極東ヨーロッパ時間
極東ヨーロッパ時間は協定世界時を3時間進めた（UTC+3）標準時である。2017年6月現在、ヨーロッパロシアの一部、ベラルーシ、トルコで使用されていて、モスクワ時間、ミンスク時間、トルコ時間とも呼ばれる。
この標準時は2011年10月にロシアのカリーニングラード州で採用され、それに続き、ベラルーシでも採用された。カリーニングラードの標準時はもともとカリーニングラード時間と呼ばれていた。2014年10月26日にロシアの大部分の地域では標準時が1時間戻され、カリーニングラード時間はUTC+2になり、モスクワ時間がUTC+3となった。
アフリカや中東の一部では極東ヨーロッパ時間と同じUTC+3を使用している地域があるが、それらは東アフリカ時間やアラビア標準時と呼ばれる。

## 歴史
2011年まで極東ヨーロッパ時間は東ヨーロッパ時間と同じ時間帯であった。しかし、2011年3月27日にロシアで夏時間を通年の標準時に変更することになり、カリーニングラード時間は通年UTC+3になった。ロシアに続き、同年9月15日にはベラルーシで、20日にはウクライナで夏時間の通年使用が決定された。しかし、マスメディアの強い批判を受け10月18日にウクライナ議会（ヴェルホーヴナ・ラーダ）はこの決定を取り消した。ドニエストル川東岸のウクライナ国境に接していてモルドバからの独立を主張している沿ドニエストル共和国でも極東ヨーロッパ時間を採用する予定だったが後に取り消された。